# 汪亚臣

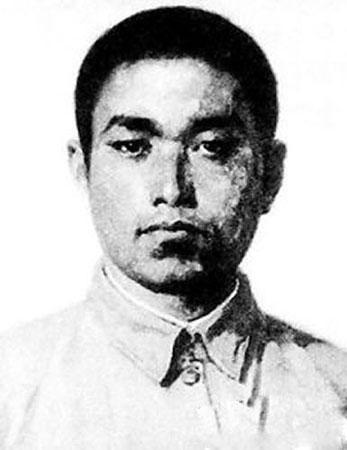
汪亚臣

汪亚臣（1911年—1941年1月），山东蓬莱人，东北抗日联军第十军军长，2014年9月入选首批著名抗日英烈、英雄群体名录。

## 纪念
- 黑龙江省哈尔滨市烈士陵园建有汪亚臣墓和纪念碑[3]